# Winter-Universiade 2013/Snowboard
Bei der Winter-Universiade 2013 wurden acht Wettkämpfe im Snowboard ausgetragen.

## Bilanz

### Medaillenspiegel
| Platz  | Land               | Gold | Silber | Bronze | Gesamt |
| ------ | ------------------ | ---- | ------ | ------ | ------ |
| 1      | Österreich         | 3    | 1      | –      | 4      |
| 2      | China              | 1    | 2      | 1      | 4      |
| 3      | Schweiz            | 1    | 1      | 3      | 5      |
| 4      | Tschechien         | 1    | 1      | –      | 2      |
| 5      | Neuseeland         | 1    | –      | –      | 1      |
| 5      | Spanien            | 1    | –      | –      | 1      |
| 7      | Italien            | –    | 1      | –      | 1      |
| 7      | Russland           | –    | 1      | –      | 1      |
| 7      | Vereinigte Staaten | –    | 1      | –      | 1      |
| 10     | Deutschland        | –    | –      | 1      | 1      |
| 10     | Frankreich         | –    | –      | 1      | 1      |
| 10     | Polen              | –    | –      | 1      | 1      |
| 10     | Slowenien          | –    | –      | 1      | 1      |
| Gesamt | Gesamt             | 8    | 8      | 8      | 24     |

### Medaillengewinner

#### Männer
| Disziplin             | Gold                | Silber          | Bronze        |
| --------------------- | ------------------- | --------------- | ------------- |
| Halfpipe              | Rubén Vergés        | Hu Yi           | Rafael Imhof  |
| Slopestyle            | Philippe Hänni      | Billy Wandling  | Rafael Imhof  |
| Parallel-Riesenslalom | Sebastian Kislinger | Aaron March     | Tim Mastnak   |
| Snowboardcross        | Hanno Douschan      | Nikolai Oljunin | Leo Trespeuch |

#### Frauen
| Disziplin             | Gold            | Silber            | Bronze          |
| --------------------- | --------------- | ----------------- | --------------- |
| Halfpipe              | Li Shuang       | Sun Zhifeng       | Xu Xiujuan      |
| Slopestyle            | Natalie Good    | Carla Somaini     | Caroline Höckel |
| Parallel-Riesenslalom | Julia Dujmovits | Sabine Schöffmann | Selina Jörg     |
| Snowboardcross        | Eva Samková     | Katerina Chourová | Zuzanna Smykała |